# Битка код Хемптон Роудса
Битка код Хемптон Роудса (енгл. Battle of Hampton Roads), 8-9. марта 1862,  била је тактички нерешена поморска битка у Америчком грађанском рату, иако је флота Уније претрпела знатне губитке. Ова битка сматра се првим сукобом оклопљених бродова у историји: оклопњаче Меримак, на страни Конфедерације, и оклопњаче Монитор, на страни Уније.

## Позадина
Од самог почетка Америчког грађанског рата, морнарица Уније вршила је поморску блокаду важнијих лука Конфедерације на обали Атлантика. Тако је ескадра Уније, састављена од 5 фрегата и неколико топовњача, држала под блокадом Хемптон Роудс, естуар и заједничко ушће река Елизабет, Нансемонд и Џејмс у залив Чесепик, блокирајући тако главне луке у Вирџинији, Ричмонд (на реци Џејмс) и Норфолк. Недостатак бродова, Конфедерација је покушала да надокнади градњом оклопњача на парни погон. Оклопњача Вирџинија, изграђена од оштећене северњачке фрегате Меримак, била је почетком марта 1862. спремна за покушај пробоја северњачке блокаде.

## Битка
Јужњачка оклопњача Вирџинија (дрвена парна фрегата, депласмана 3.500 т, оклопљена гвозденим плочама и подешена за борбу кљуном, наоружана са 10 топова ) напала је 8. марта 1862. на Хемптон Роудсу ратне бродове Севера и уништила два, а један теже оштетила. Када се 9. марта на бојишту појавио Монитор (депласмана 1.250 т, брзине 9 чворова, такође оклопљен гвозденим плочама, наоружан са 2 топа до 280 мм), почео је у 9 часова артиљеријски двобој, у којем ниједан брод није могао нашкодити другоме, а сваки је приписивао победу себи. После четворочасовне борбе, Вирџинија се због дотрајалих стројева и лошијих поморачких особина повукла у реку Елизабет (енгл. Elizabeth River).

## Последице
Вирџинију је војска Југа приликом повлачења маја 1862. дигла у ваздух, док је Монитор децембра исте године потонуо у олуји код рта Хетереса (енгл. Cape Hatteras).
Борба Меримака и Монитора изазвала је изузетну пажњу морнаричких кругова у свету, и условила појаву нове класе ратног брода - монитора.